# So Cold
So Cold è un EP pubblicato dalla band Alternative Rock dei Breaking Benjamin.  È stato pubblicato il 23 novembre 2004, e contiene una versione acustica live di So Cold e altre 2 versioni live di Breakdown e Away, brani tratti dall'album We Are Not Alone. L'EP, inoltre, contiene la versione registrata in studio della canzone Blow Me Away, colonna sonora di Halo 2, e un'altra canzone dal titolo Ladybug, registrata durante una sessione dell'album Saturate ma pubblicata anche nella versione di We Are Not Alone del 2005.

## Tracce
1. So Cold (live acoustic) - 3:54
2. Blow Me Away - 3:25
3. Ladybug - 3:03
4. Away (live) - 3:23
5. Breakdown (live) - 3:43